# Луговых, Владимир Павлович
Влади́мир Па́влович Луговы́х (25 января 1998 года, Кодинск, Красноярский край) — российский футболист, полузащитник.

## Биография
Начинал заниматься футболом в родном Кодинске. В 15 лет вошёл в юношеский состав мини-футбольного «Норильского никеля», с которым занял шестое место в Суперлиге. После этого юный спортсмен переехал в Красноярск, где продолжил футбольное обучение в спортшколе «Енисея».
В 2018 году перешёл в любительский футбольный клуб «Рассвет». В зоне «Сибирь» третьего дивизиона за два сезона сыграл девять матчей, в основном выходя на замену. Также провёл десять матчей в чемпионате Красноярского края, забив три мяча.
6 августа 2019 года официально стал игроком клуба «Кара-Балта» из Киргизской премьер-лиги. Дебютировал за новую команду 14 августа в матче с «Дордоем». 5 октября забил первый мяч в составе «Кара-Балты».
Летом 2020 года официально покинул «Кара-Балту», не сумев прибыть в её расположение из-за пандемии коронавируса.

## Вне футбола
Луговых известен как мастер чеканки мяча. На футбольном фестивале в Красноярске отчеканил 9754 раза. Также он является неоднократным чемпионом Красноярска по чеканке мяча.